# Caño Mánamo (película)
Caño Mánamo es un documental venezolano, dirigido por Carlos Azpúrua, y estrenado en 1983.

## Sinopsis
Este documental muestra cómo opera el mito del desarrollo, como excusa para la modernización y la destrucción de la naturaleza. En los años 60 la Corporación Venezolana de Guayana propuso cerrar el Caño Mánamo, en el Delta del Orinoco venezolano, a cambio de convertirlo en el granero de Guayana. Los resultados de este proyecto causaron gran mortandad en el pueblo warao y desastre medioambiental sin precedentes en la región.

## Legado
Caño Mánamo (1983) fue votada como una de las mejores películas venezolanas de todos los tiempos en una encuesta de 1987 a 29 expertos organizada por la revista Imagen.También forma parte de una de las 15 películas consideradas patrimonio cinematográfico de Venezuela por la UNESCO, e incluida en el Programa Memoria del Mundo.